# Grand-Hornu
Grand-Hornu bányaipari komplexum, a belga ipari örökség ékköve, a világ egyik legrégebbi munkástelepülése Monstól délnyugatra, Hornu közelében, Hainaut tartományban. Vallónia főbb bányászati területeinek egyikeként az UNESCO világörökség része. A szénbányászathoz kapcsolódó ipari épületegyüttes és a munkások számára épített lakóterület a funkcionális várostervezés fontos példája a 19. század első feléből. Ma kortárs dizájn és iparművészeti múzeum.

## Története

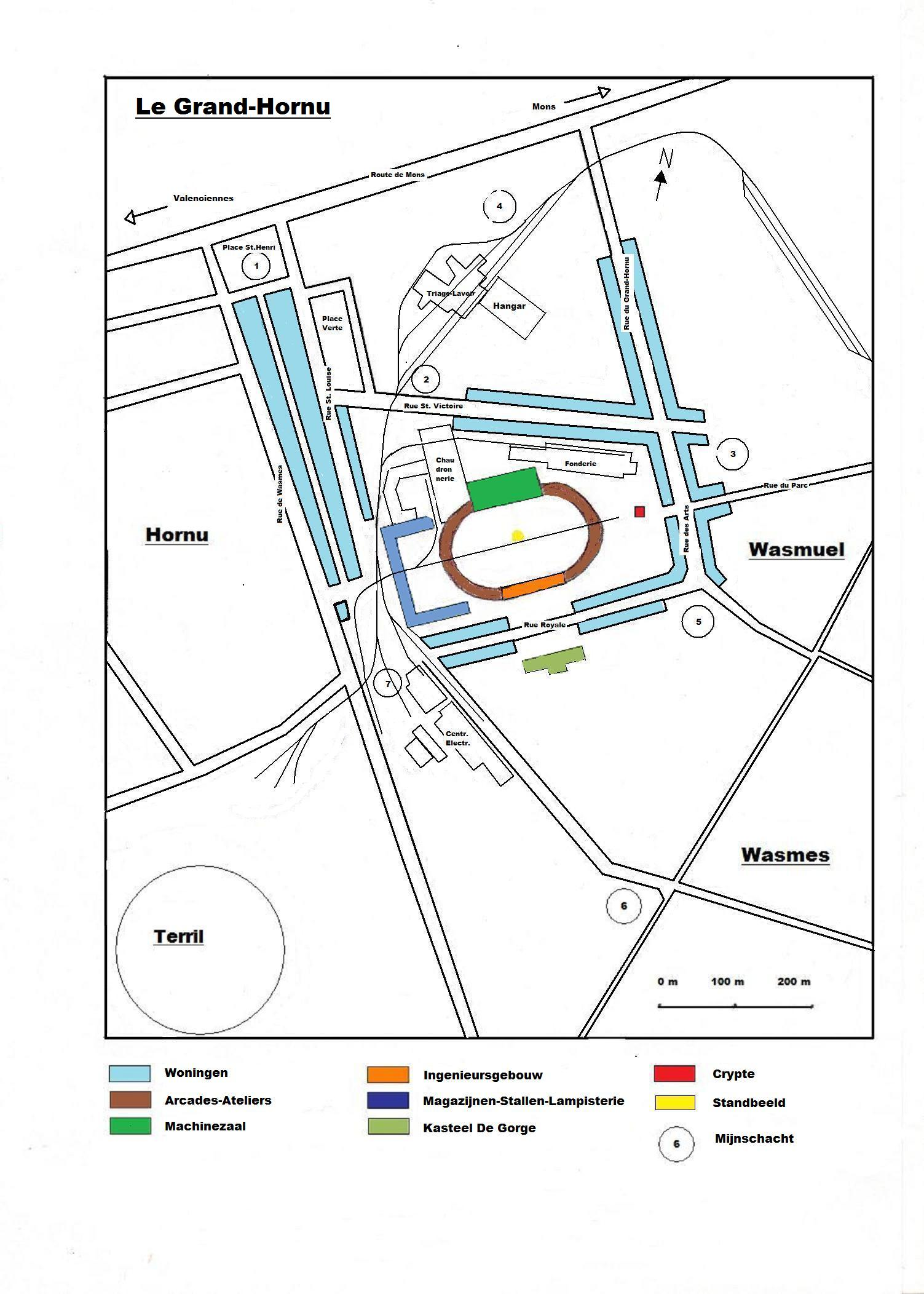
Grand-Hornu térképe 1920-ból

A 18. század végén Charles Godonnesche és két társa megszerezte a Quaregnon és Boussu környéki szénbányászati jogokat. Pénzügyi és működési nehézségek miatt 1810-ben eladták a koncessziót Henri De Gorge lille-i szénkereskedő és filantrópnak, aki újraindította a termelést, megnövelte a koncessziót és további tárnákat nyitott.

### A fejlesztés

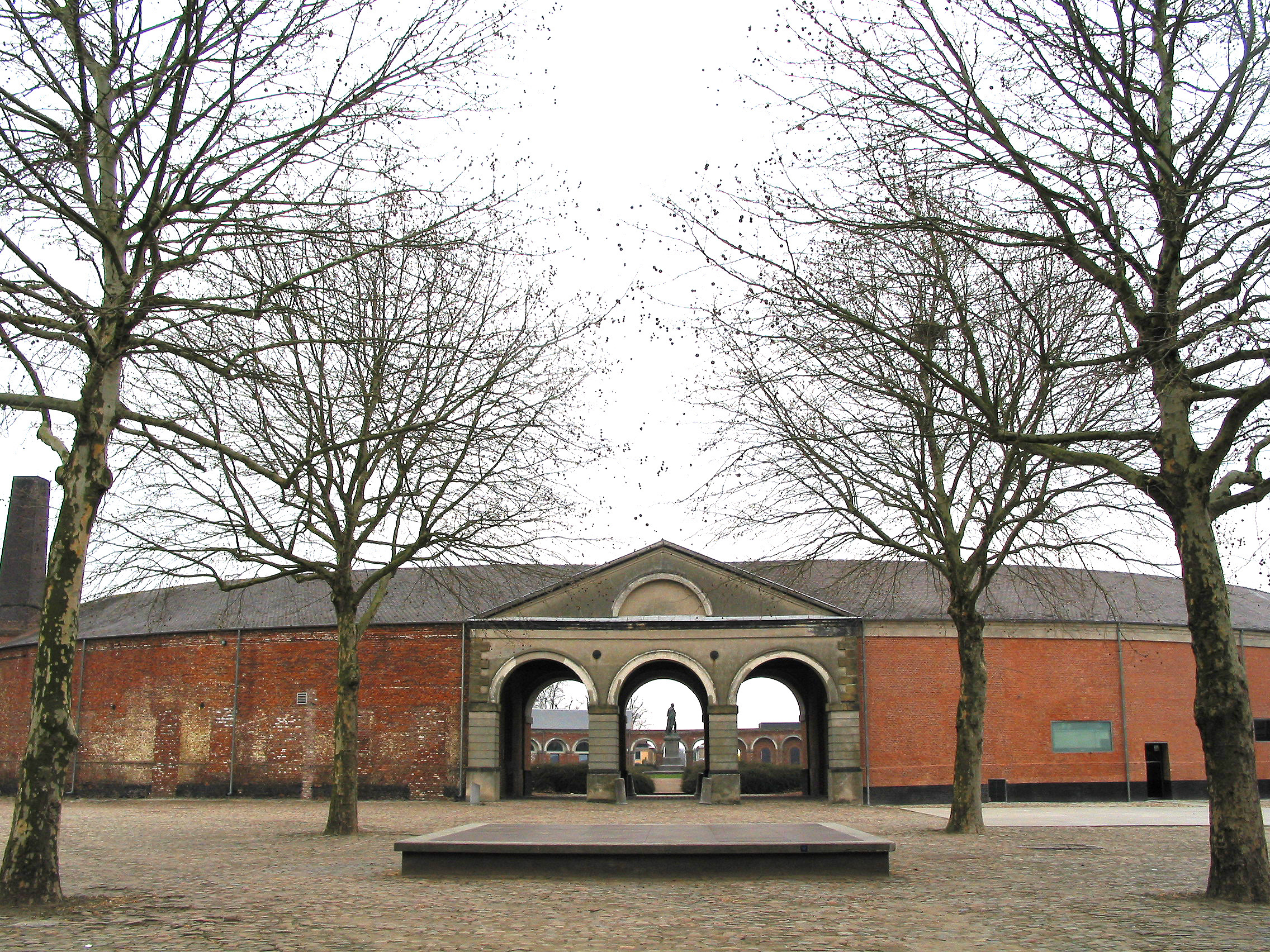
A cour carré boltíves kapuja

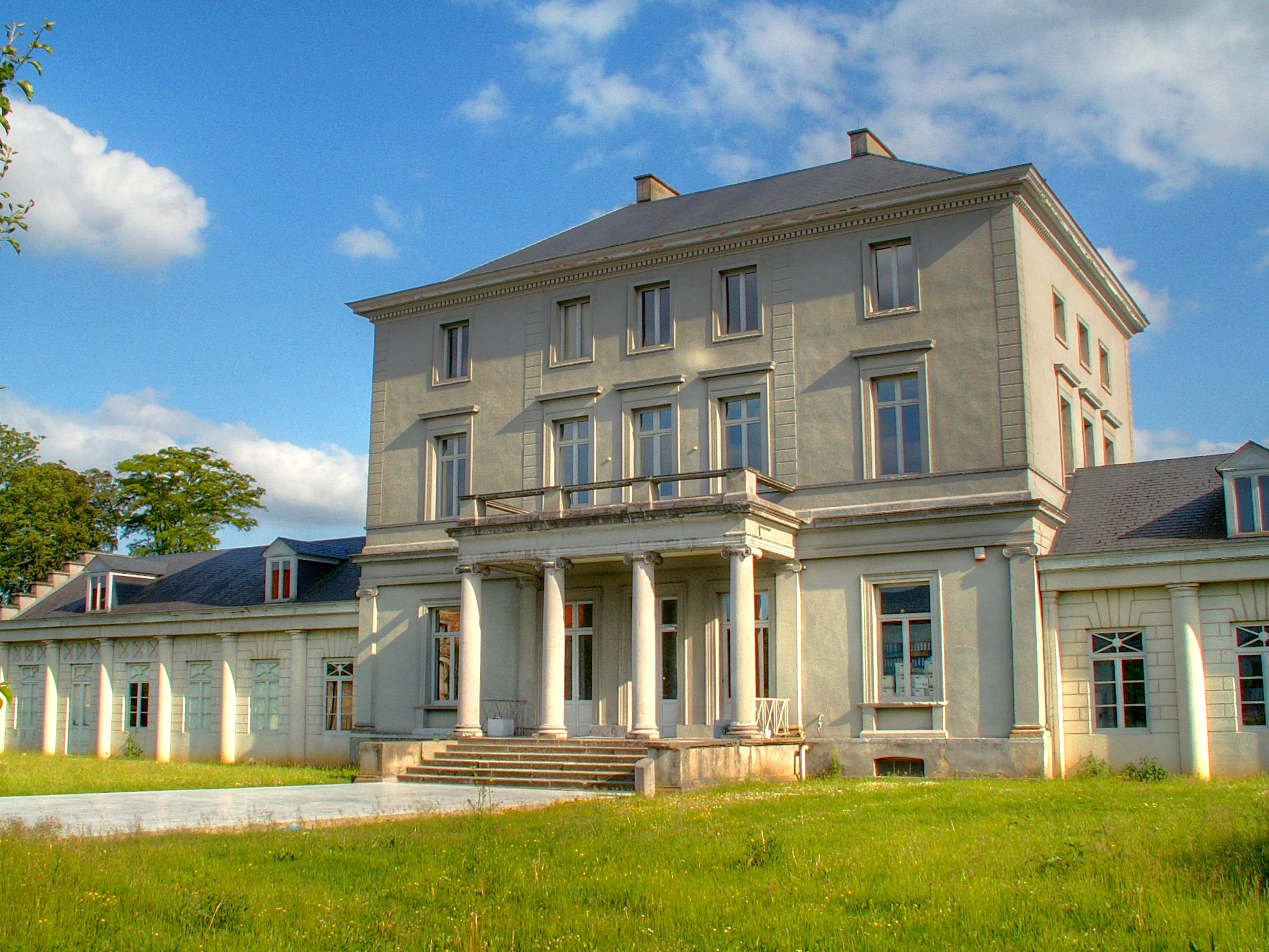
Henri de Gore kastélya

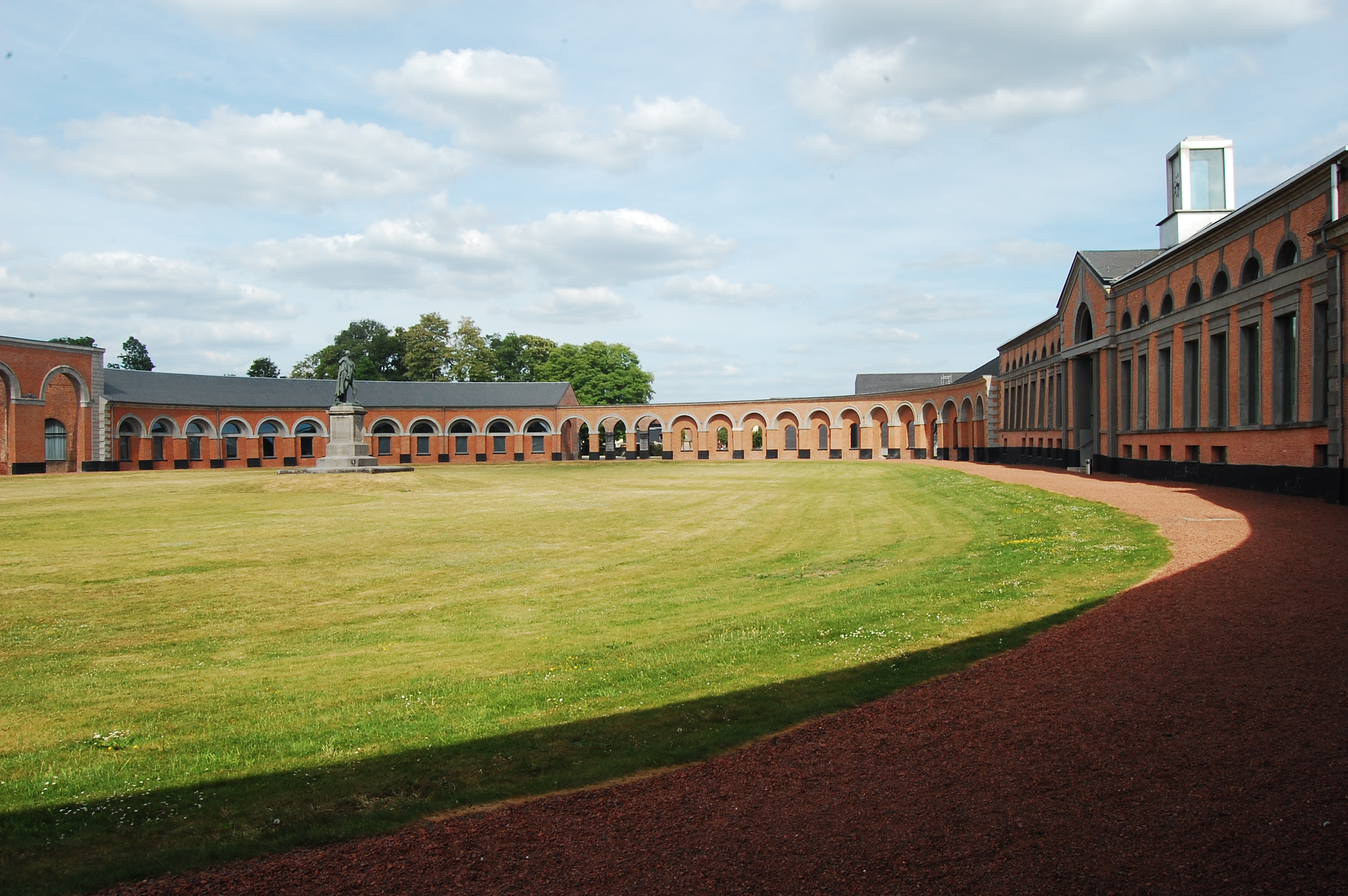
A cour centrál főtér

Mivel nehéz volt munkásokat találni és megtartani, De Gorge (1774. február 12-1832. augusztus 22.) egy tökéletes város ötletével állt elő, ahol a munkások olyan életszínvonalat élvezhetnek, amilyenre akkoriban még nem volt példa. 1816-ban 450 tágas, meleg vizes, kertes otthonból álló munkásnegyedet építtetett. Ezt követően iskola, könyvtár, táncház, üzletek és rendelő is épült. A 10 000 m2-es telken álló monumentális neoklasszicista ipari- és lakókomplexum a mai látogatót is megérinti méretével és építészeti összhangjával.
A kivitelezést François Obin lille-i építész vezette, majd halála után 1825-ben a tournai Bruno Renard vette át a feladatot. A munkálatok végül 1831-ben, a gépház megnyitásakor fejeződtek be.
Henri De Gorge egész életét innovációval töltötte. Ő maga új bányászati technikákat talált fel, és gőzzel hajtott gépekkel dolgozott a modernitás élvonalában.

### Kitermelés
1832-ben a szénkitermelés elérte a 120 000 tonnát, és 1000-1500 alkalmazottjával Grand-Hornu a régió egyik legjelentősebb bányája volt. A Mons-Condé csatorna közelsége lehetővé tette a szén Párizsba és Antwerpenbe szállítását, és elősegítette az értékesítést.
Ugyanebben az évben De Gorge kolerában meghalt. Özvegye, Eugénie Legrand vette át cég vezetését – ekkor mindössze három nő mondhatta magát egy ipari vállalkozás főnökének. 1843-ban az örökösök megalapították a Grand-Hornu Széngyárak és Bányák civil társaságot (Société civile des Usines et mines de houille du Grand-Hornu).

### Európai Szén- és Acélközösség
1954-ben az Európai Szén- és Acélközösség politikája miatt a kitermelés véget ért Grand-Hornuban. A munkásházakat eladták, amelyre a bérlők – többnyire bányamunkások -, elővásárlási jogot kaptak. A pénzszerzés reményében a bányakomplexumot kifosztották, a telek leromlott és 1969-ben egy királyi rendelet  a végleges lebontás mellett döntött.
A helybéli Henri Guchez építész, 1971-ben jelképes összegért (a bontási összegért) megvásárolta a területet.

## A komplexum megmentése
Guchez saját forrásból látott hozzá a felújításnak és irodákat alakított ki a birtokon. Grand Hornu 1989-től Hainaut tartomány tulajdonába került és a Baudouin Király Alapítvány pénzügyi támogatásával folytatódott a terület helyreállítása. A komplexum új funkciót, gyakorlatilag új életet kapott: az egykori bányaipari épületek ma is hűen szemléltetik az ipari forradalom vívmányait, ám ez nem klasszikus bányászati múzeum; az alapító elképzelésének megfelelően a Grand-Hornu gyorsan a jövő felé fordult és az 1990-es évek eleje óta a Grand-Hornu Images múzeumnak ad otthont, amely a kortárs formatervezésre és az iparművészetre összpontosító kiállításokat rendez.
2002-ben megnyílt a Musée d'Art Contemporain (MAC) a Pierre Hebbelinck építész által felújított mérnöki épületben és egy modern bővítményben.

## A terület
A telek szívét a két udvar körül álló neoklasszikus bányaépületek alkotják, amelyeket hat utca szegélyez a munkásházakkal, kommunális létesítményekkel és a kastéllyal, amelyet De Gorge magának épített.

### Bányászati épületek
A három boltívvel tagolt központi bejárat egy négyszögletes előtérbe, a cour carré-ba vezet. A tér épületeiben volt az istálló, a szénaraktár és a lámparaktár. A főbejárattal szemben egyenesen tovább haladva található a tojás alakú főtér, a cour centrale, amelyet balról a gépműhely, jobbról a "mérnöki épület" ural és az ovális tér formáját követő műhelyek kötnek össze. A gépműhelyben volt a gőzgép, amely a szerszámok mozgatásához szükséges erőt biztosította. 

### Szobor és kripta
1855-ben a család Henri De Gorge emlékére öntöttvas szobrot állíttatott  a belső udvar közepén, amely Égide Mélot szobrászművész munkája. 
A központi tér mögött 1927-ben mauzóleumot építtettek, miután engedélyezték Henri De Gorge és mintegy húsz családtagja maradványainak visszaszállítását a hornu-i temetőből Grand-Hornuba. 

### Munkásnegyed
A 425 téglaházból álló lakóterület hat egyenes vonalú, macskaköves utcát alkot, amelyek közül négy a bányaépületek kerületét követi. Az építkezés 1822-ben kezdődött. A házak egyformák voltak és minden házban volt kemence, kút és kert, kivéve az elöljárók sarokházait. Minden ház egyformán sárgára volt festve, alján fekete sávval. A környék így teljesen egységes jelleget mutatott, amely a terület bezárása után fokozatosan leromlott. Ma csupán egyetlen ház reprezentálja az eredeti épületek színvilágát és karakterét, a többit felújították, átalakították.
A munkásházak bérleti díja heti egy napi fizetést tett ki. A környéken olyan közösségi szolgáltatások működtek, mint a 12 éves korig kötelező fiú- és leányiskola, egy gyakorlatilag ingyenes kórház, egy bankett terem és táncház, valamit üzletek és kioszkok. 1829-ben a területnek 2500 lakosa volt.

### De Gorge kastélya
A mérnöki épülettel szemben álló kastély De Gorge halála után, 1832-ben készült el. Soha nem volt állandóan lakott, hivatalos fogadásokra használták.  I. Lipót király két alkalommal tett itt látogatást, 1832-ben és 1854-ben. Helyreállítása óta kulturális központként és szemináriumok rendezésére szolgál.

### Bánya aknák
1778 és 1843 között tizenkét aknát fúrtak a területen, amelyek a tulajdonosok női rokonai ihlette szentek nevét viselték. A legmélyebb akna 998 méteres volt. Mára csak a 9-es és 12-es aknák meddőhányói maradtak meg.

## Galéria

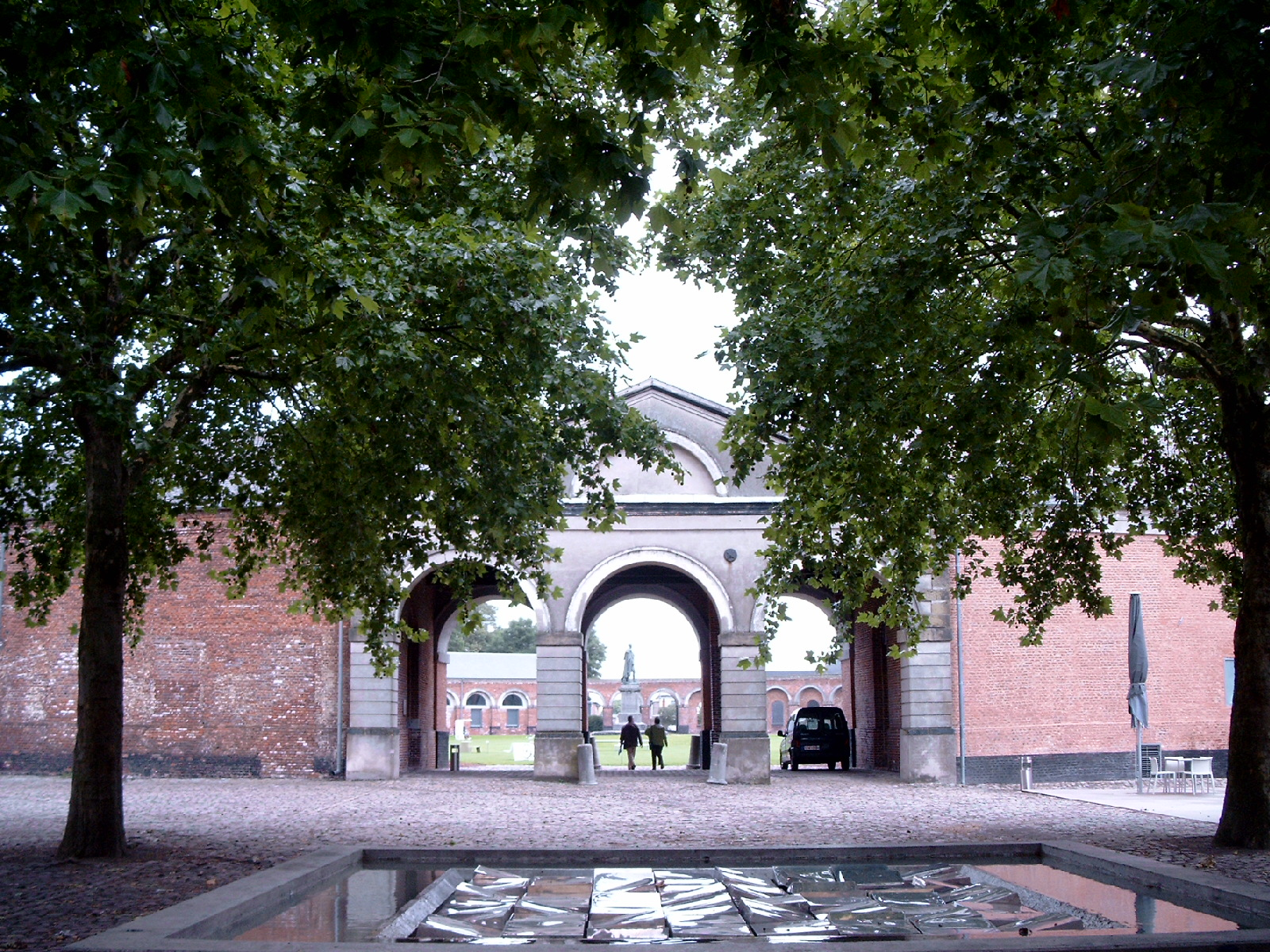
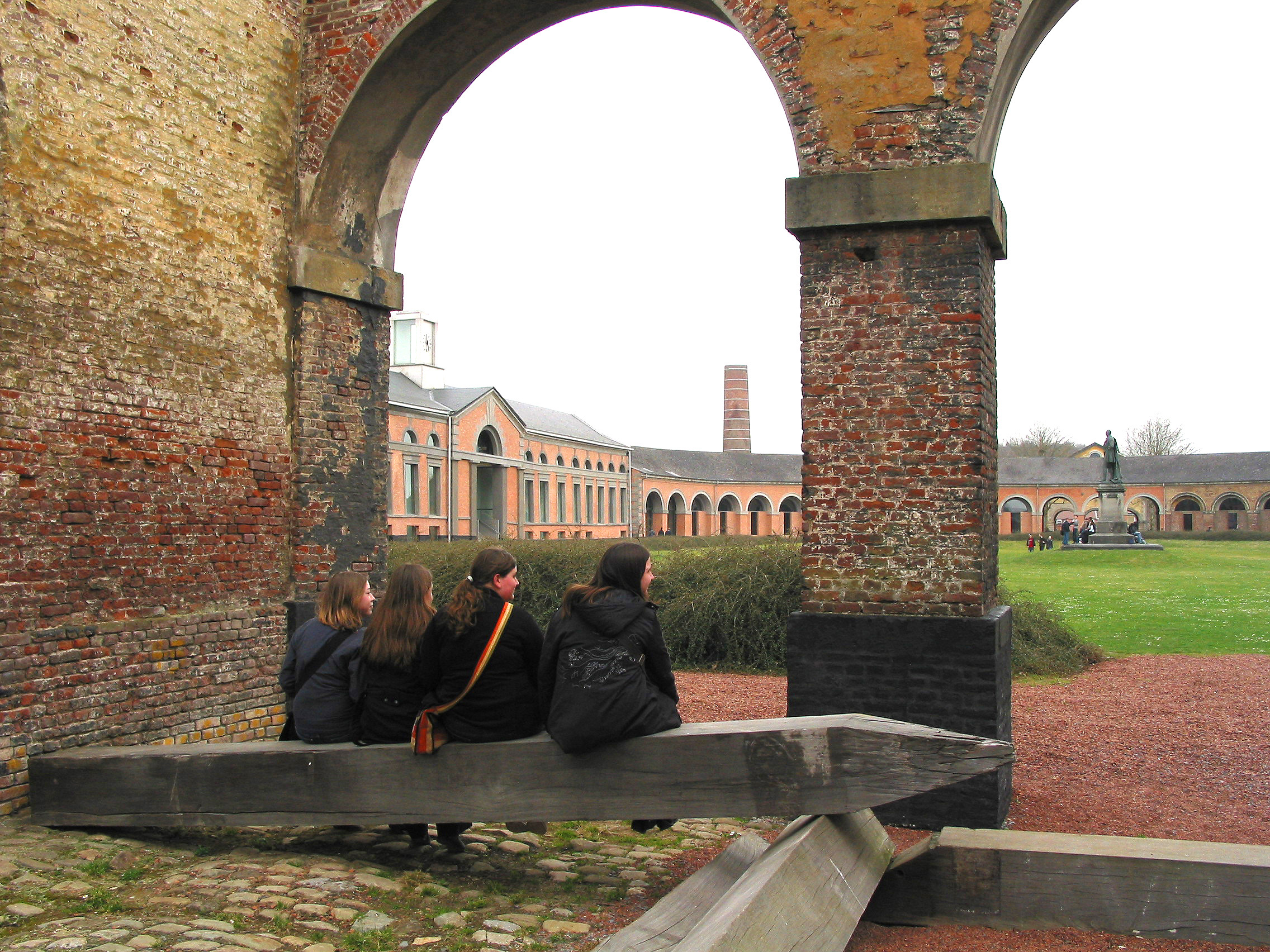
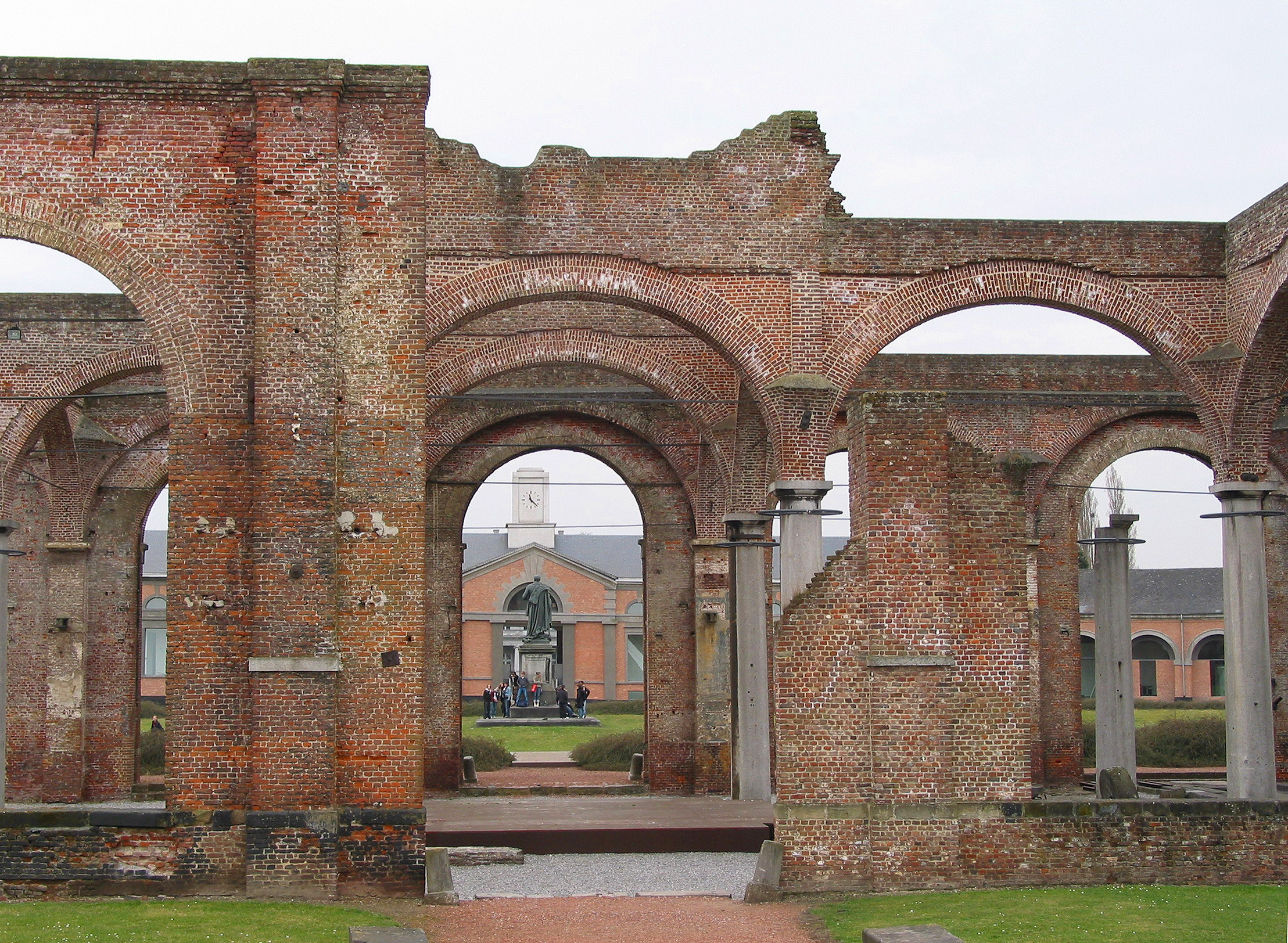
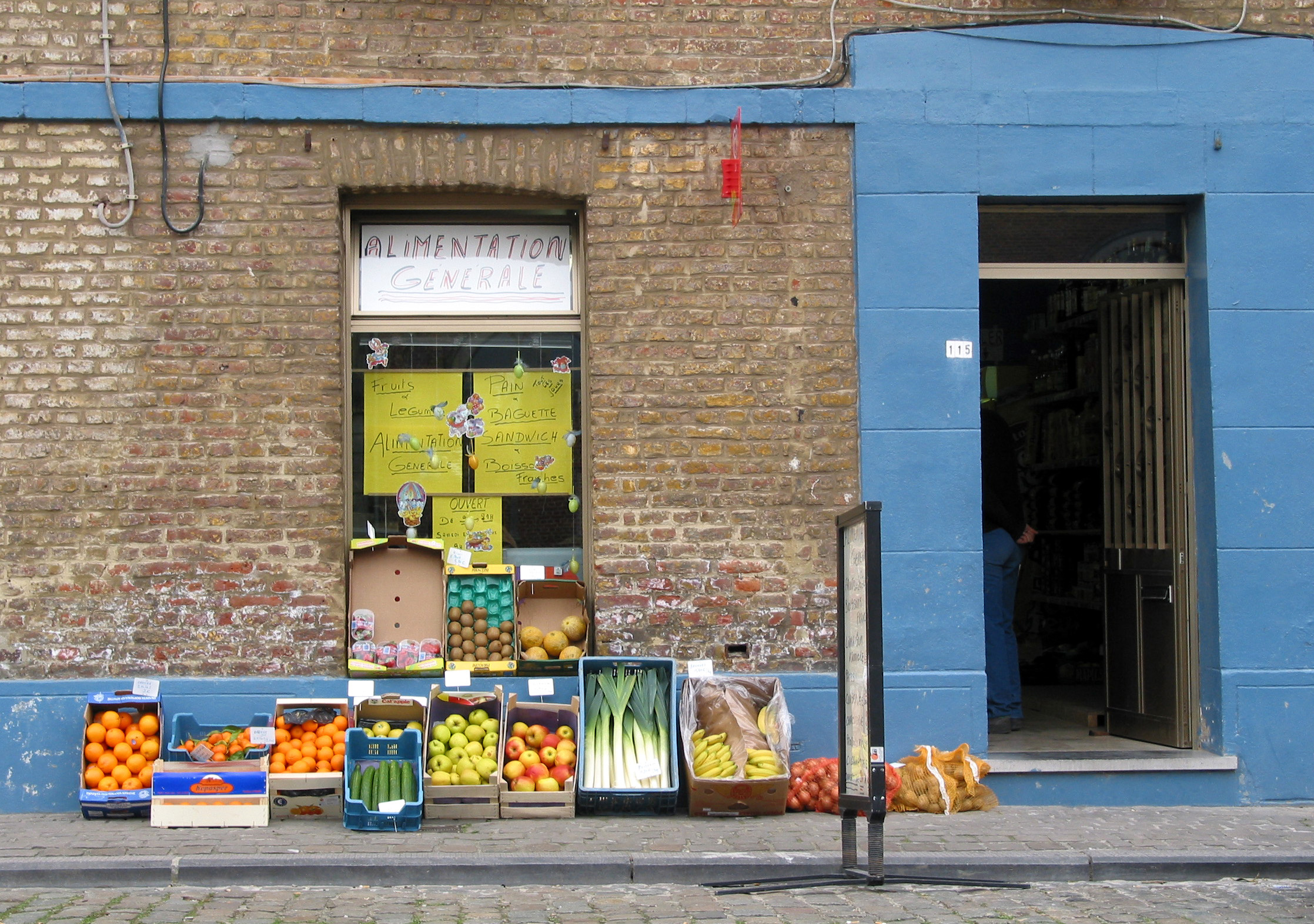
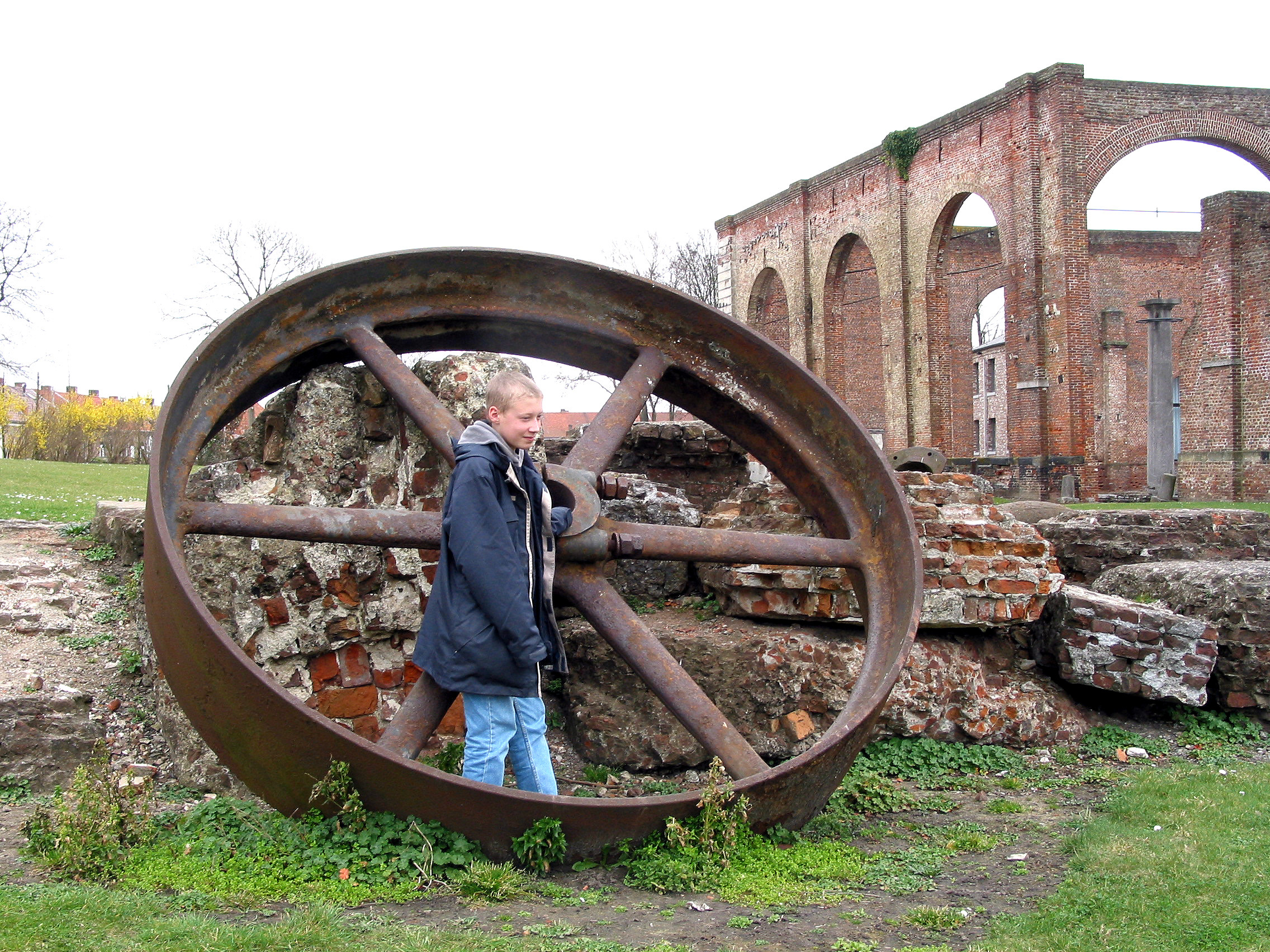
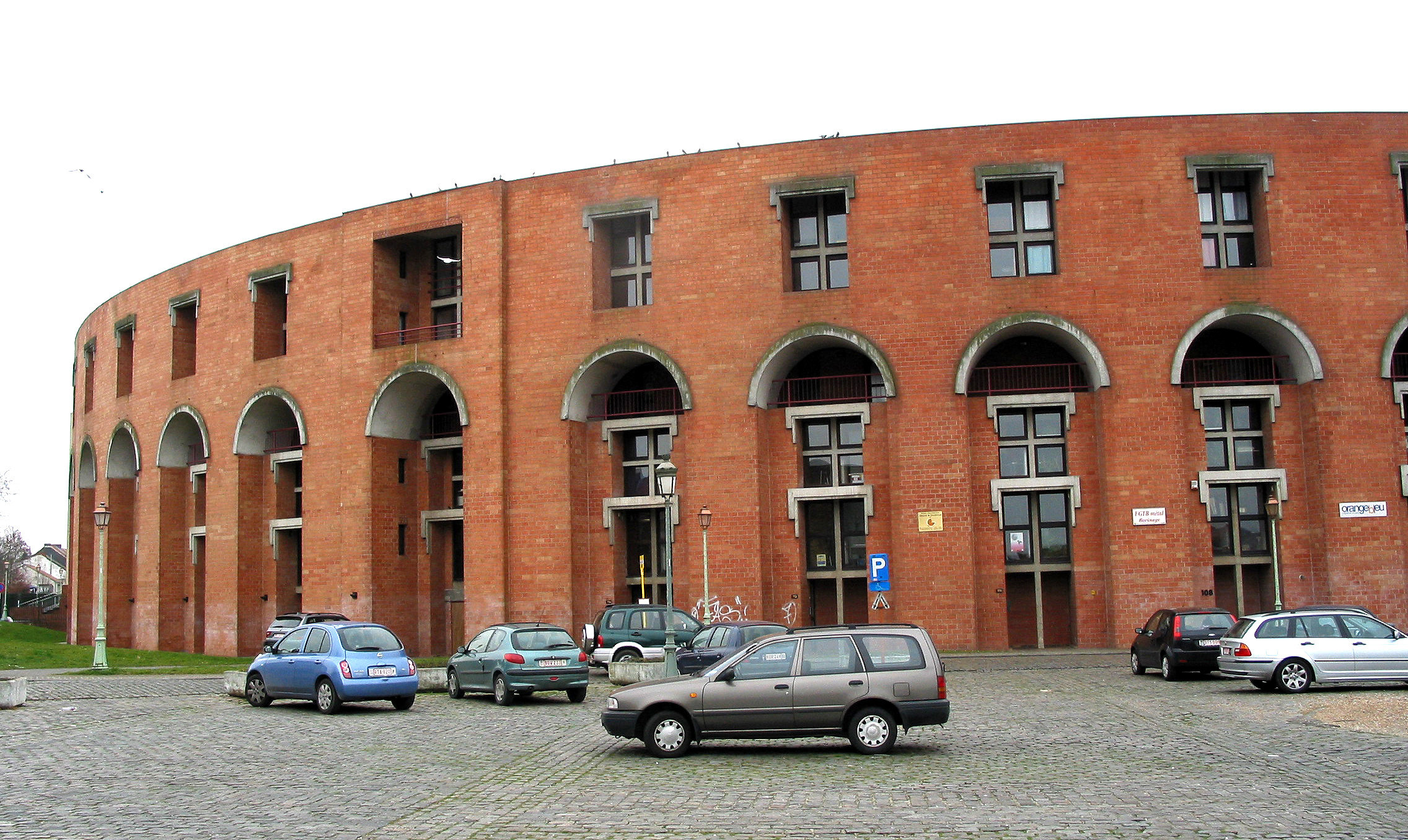

## Apró érdekességek
- Wasmesben, alig egy mérföldre Le Grand-Hornutól, Vincent van Gogh 1879-ben laikus prédikátorként bérelt egy szobát egy pékség feletti vendégházban.
- Jack! kb va? Tejater Kasterlee zenés színháza, amelyet Henri de Gorge története ihletett.